# Motocicleta Millet
La motocicleta Millet, diseñada en 1892 por Félix Théodore Millet, puede haber sido la primera motocicleta (o bicicleta motorizada) en utilizar neumáticos. Disponía de una inusual configuración de motor rotativo radial incorporado a la rueda trasera. Se considera el primer vehículo motorizado para una sola persona producido en serie de la historia.

## Historia de producción
El prototipo con el motor rotativo en la rueda trasera se construyó en 1892, y los derechos de producción fueron adquiridos por Alexandre Darracq en 1894. La fabricación se detuvo después de una desafortunada aparición de la motocicleta en la prueba París-Burdeos-París de 1895.

## Tecnología
Los cinco cilindros del motor estaban montados radialmente en la rueda trasera, con las bielas conectadas directamente a manivelas fijadas al eje trasero perforado. El guardabarros trasero servía como tanque de combustible; el carburador y el filtro de aire estaban localizados entre las dos ruedas. La ignición era eléctrica, y usaba una combinación con una pila de Bunsen y una bobina de inducción. Millet diseñó un manillar con dos empuñaduras para controlar la dirección de la motocicleta. Se ponía en marcha accionando unos pedales, que permitían impulsar la máquina incluso si fallaba el motor. La potencia máxima  era de 1.2 CV,  rindiendo 0.75 CV a 180 rpm. Con esta potencia, podría haber alcanzado una velocidad de unos 35 km/h.